# Idaea subpurpurata
Idaea subpurpurata är en fjärilsart som beskrevs av Edward Meyrick 1892. Idaea subpurpurata ingår i släktet Idaea och familjen mätare. Inga underarter finns listade i Catalogue of Life.